# Manbidż
Manbidż (arab. ‏منبج‎, aram. ‏ܡܒܘܓ‎) – miasto w północnej Syrii, w muhafazie Aleppo, zamieszkane przez około 79 tysięcy mieszkańców; ośrodek handlowo-usługowy.

## Historia
W starożytności miasto Manbidż występowało pod grecką nazwą Hierapolis Bambyke lub aramejską Manbog. Było przystankiem karawan przy drodze z Seleucji do Babilonu. Mieściło się w nim sanktuarium regionalnej bogini Atargatis, które zostało splądrowane przez Krassusa w czasie rzymskiej wyprawy przeciwko Partom (53 p.n.e.). Następnie kwaterowały tu rzymskie i bizantyjskie oddziały strzegące wschodniej granicy cesarstwa.
W Manbidżu urodził się i zmarł Al-Buhturi, arabski poeta z IX wieku. Także dwudziestowieczny syryjski poeta Omar Abu Risza pochodził z Manbidżu. W V wieku biskupem miasta był chrześcijański pisarz Cyrus Grek.

### Wojna w Syrii
Manbidż został zajęty przez rebeliantów w lipcu 2012 roku, w 2014 przejęty przez samozwańcze Państwo Islamskie (ISIS). W czerwcu 2016 roku miasto zostało otoczone przez oddziały SDF i zdobyte przez nie do 12 sierpnia tegoż roku. Miasto było wielokrotnie bombardowane przez międzynarodową koalicję pod wodzą USA.
14 października 2019 do Manbidżu powróciły syryjskie siły rządowe.